# Irakoze Erica
Irakoze Erica (Bujumbura, 3 december 1992) is een Burundese singer-songwriter. Ze heeft een Rwandese achtergrond via haar ouders. Haar artiestennaam is Miss Erica.

## Carrière
In 2011 begon ze haar muzikale carrière in samenwerking met Best Life Music, een Burundese afropop-groep.
Hierna bleef het wat stil rond haar, totdat ze in 2016 een nummer maakte (Joto) in samenwerking met de populaire Sat-B en Lacia.
In 2020 nam ze deel aan het AfriMusic Song Festival. Hier eindigde ze als negende met haar nummer In my heart. Ze zong dit nummer in drie talen: Frans, Engels en Kirundi. Hoewel ze het festival niet won, kon ze wel twee prijzen in de wacht slepen.

## Discografie
- Joto (samen met Lacia en Sat-B)
- In my heart

## Prijzen en nominaties
| Jaar | Prijs                        | Categorie                                | Resultaat   |
| ---- | ---------------------------- | ---------------------------------------- | ----------- |
| 2019 | Buja Music Awards            | Beste vrouwelijke artiest                | Gewonnen    |
| 2019 | Buja Music Awards            | Lied van het jaar                        | Genomineerd |
| 2020 | AfriMusic Song Festival 2020 | Beste Franstalige nummer met In my heart | Gewonnen    |
| 2020 | AfriMusic Song Festival 2020 | Eurovision Coverage Facebook Buzz Award  | Gewonnen    |